# Demis Visvikis
(Dimitrios Demetre) Demis Visvikis (født 1951 i Kairo, Egypten) er en græsk komponist og pianist.
Han studerede klaver og komposition på Musikkonservatoriet i Athen og bosatte sig herefter i Paris i 1970.
Visvikis har skrevet fem symfonier, orkesterværker, kammermusik, vokalmusik. to klaverkoncerter og klaverstykker etc.

## Udvalgte værker
- Symfoni nr. 1 "Sange om Verdensrummet" (1992-1994) - for orkester
- Symfoni nr. 2 "Mod sejren" (2002) - for orkester
- Symfoni nr. 3 "Dybdernes springvand" (2006) - for orkester
- Symfoni nr. 4 "Mindinger" (2010-2012) - for orkester
- Symfoni nr. 5 "Lyset fra Epiphanies" (2012-2013) - for orkester
- Klaverkoncert nr. 1 "Mysteriernes ø" (1994-1996) - for klaver og orkester
- Klaverkoncert nr. 2 "Stjerne haven" (2007-2008) - for klaver og orkester